# En flytande stad
En flytande stad (franska: Une Ville Flottante) är en roman från 1871 av Jules Verne. Den utgavs i Sverige 1873.

## Handling
Ombord på skeppet Great Eastern, destinerat till New York, blir en kvinna galen när hon upptäcker att mannen hon verkligen älskar är ombord, precis som hennes make, som hon avskyr. 